# Virtual switching
Virtual Switching is een technologie waarmee meerdere schakelfuncties plaatshebben in één fysieke apparaat of enkele functionele switching gebeuren in meerdere fysieke apparaten over een netwerk. Terwijl in de situatie van real switching, switching uitgevoerd wordt in een fysieke switch.
Virtual switching-technologie stelt een single switch in staat om gebruikt te worden voor vele verschillende toepassingen. Elk verschillende functie kan beschikken over zijn eigen discrete prestatie en beveiligingcontroles. 
Met behulp van virtuele switching-technologie, kunnen dienstverleners een dynamische service mix creëren, zoals gewenst, zonder dat nieuwe hardware nodig is waardoor er een geleidelijke evolutie is naar nieuwe diensten of gemeenschappelijke controle niveaus.